# ドゴ・サルデスコ
ドゴ・サルデスコ（英：Dogo Sardesco）は、サルデーニャ島原産のモロサス系犬種の一種である。ドゴ・サルド（英：Dogo Sard）とも呼ばれる。

## 歴史
紀元前400年ごろから存在した古いモロサス犬種の子孫であるといわれるが、詳しいルーツはよく分かっていない。それ以前から存在していたイタリアのナポリタン・マスティフとの関連があるとも言われているが、詳しく調査されていない。少なくとも、イタリアなどサルデーニャ近辺の地域のモロサス犬が原産地に渡り、固有の環境で独自に進化したものであると考えられている。
主に羊を守る護畜犬や主人の財産を守る警備犬などとして使われる。主人の命によりさまざまなものを脅威から守ることが仕事である。
サルデスコは誕生当時からガードドッグとして大切に保護・育成が行われてきた。仕事は昔に比べて減少傾向にあるが、現在も現地ではガードドッグとして使役が継続されている。
尚、本種はサルデーニャ島外にはめったに出されず、愛好家は外部の者にいくら大金を掲示されても簡単にサルデスコを売却することが無い。これは本種が希少であるため優秀な犬が持ち出されるのを防ぐためだけではなく、他の犬種との交配を起こさせないためである。特に闘犬として用いられる犬と交配させることは禁忌とされ、サルデーニャの宝を汚し、散らすべき必要の無い命を散らす凶器として作り変えられる事と同じであると見なされ、特に忌み嫌われている。

## 特徴
モロサスタイプの犬らしく、筋骨隆々で骨太の体つきをしていて、力が強い。しかし、通常のモロサスタイプの犬と比べると体高は低めで体重は軽め、俊敏な動きを見せることも出来る。脚は長く、マズルもやや長い。頭部の幅は広く、首もしっかりしている。耳は垂れ耳、尾は垂れ尾。コートはスムースコートで、毛色はブリンドルやフォーン、グレーなど。これに加えてホワイトのパッチが入ることもある。大型犬サイズで、性格は主人に忠実で従順だが、頑固で防衛本能が高く、勇敢である。しつけは基本的に主人からのみ受け付ける。主人や守るべき対象物の危機には命をかけて戦い、相手が引かなければ死ぬまで戦い続けるといわれている。状況判断力は極めて高い。運動量は多い。